# Isodromus atriventris
Isodromus atriventris är en stekelart som beskrevs av William Harris Ashmead 1900. Isodromus atriventris ingår i släktet Isodromus och familjen sköldlussteklar.
Artens utbredningsområde är:
- Ungern.
- Iran.
- Kroatien.

Inga underarter finns listade i Catalogue of Life.